# Schronisko Dolne w Kosiej Górze
Schronisko Dolne w Kosiej Górze, Schronisko w skałach na wschód od Grodziska Dolne – schronisko na wzgórzu Kosia Góra we wsi Ryczów w województwie śląskim, w powiecie zawierciańskim, w gminie Ogrodzieniec. Wzgórze to znajduje się w lesie, w odległości około 200 m na wschód od skały Strażnica widocznej po prawej stronie asfaltowej drogi z Ryczowa do Złożeńca. W literaturze turystycznej wzgórze lokalizowane jest w paśmie wzniesień zwanym Pasmem Smoleńsko-Niegowonickim. W regionalizacji geograficznej Polski według Jerzego Kondrackiego znajduje się na Wyżynie Ryczowskiej będącej częścią Wyżyny Częstochowskiej, ta zaś wchodzi w skład Wyżyny Krakowsko-Częstochowskiej.

## Opis schroniska
Schronisko znajduje się u podstawy południowej ściany najwyższej ze skał Kosiej Góry (jest to Kosia Skała). Jest to duży okap o szerokości około 10 m i sięgający 4 m w głąb skały. Ma wysoki otwór, ale w głębi skały zmniejszający się. Po lewej stronie wysokość schroniska w głębi skały maleje do 0,5 m. W prawej części jest to korytarz o wysokości 2 m w otworze, w końcowej części jego wysokość zmniejsza się do 30 cm i korytarz zamienia się w pionową szczelinę przegrodzoną progiem o wysokości 1 m. W stropie schroniska jest szczelinowy kominek wychodzący na zewnątrz. Powyżej wejścia do korytarzyka w południowej ścianie skały na wysokości 3 m jest przebijający skałę tunelik o długości 3 m i wysokości 1 m. W jego dnie znajdują się zaklinowane głazy tworzące strop schroniska za otworem południowym.
Schronisko wytworzyło się w wapieniach jury późnej w strefie freatycznej na poziomej fudze międzyławicowej. Świadczą o tym liczne wżery i jamki na ścianach oraz rozmycia w postaci anastomoz. Korytarzyk jest częściowo pochodzenia zawaliskowo-szczelinowego. Schronisko jest suche i przewiewne. Namulisko dość ubogie, złożone z wapiennego gruzu zmieszanego z lessem i piaskiem. Na ścianach okapu rozwija się typowa dla skał wapiennych roślinność kserotermiczna, a na ścianach prawej szczeliny rosną porosty i mchy. Obserwowano liczne pajęczaki.

## Historia poznania i dokumentacji
Schronisko jest znane od dawne i odwiedzane – świadczą o tym m.in. śmieci na jego dnie i ślady palonych ognisk. W literaturze po raz pierwszy wzmiankowali go M. Szelerewicz i A. Górny w 1991 roku. Oni też sporządzili jego dokumentację dla Zarządu Zespołu Jurajskich Parków Krajobrazowych woj. katowickiego.

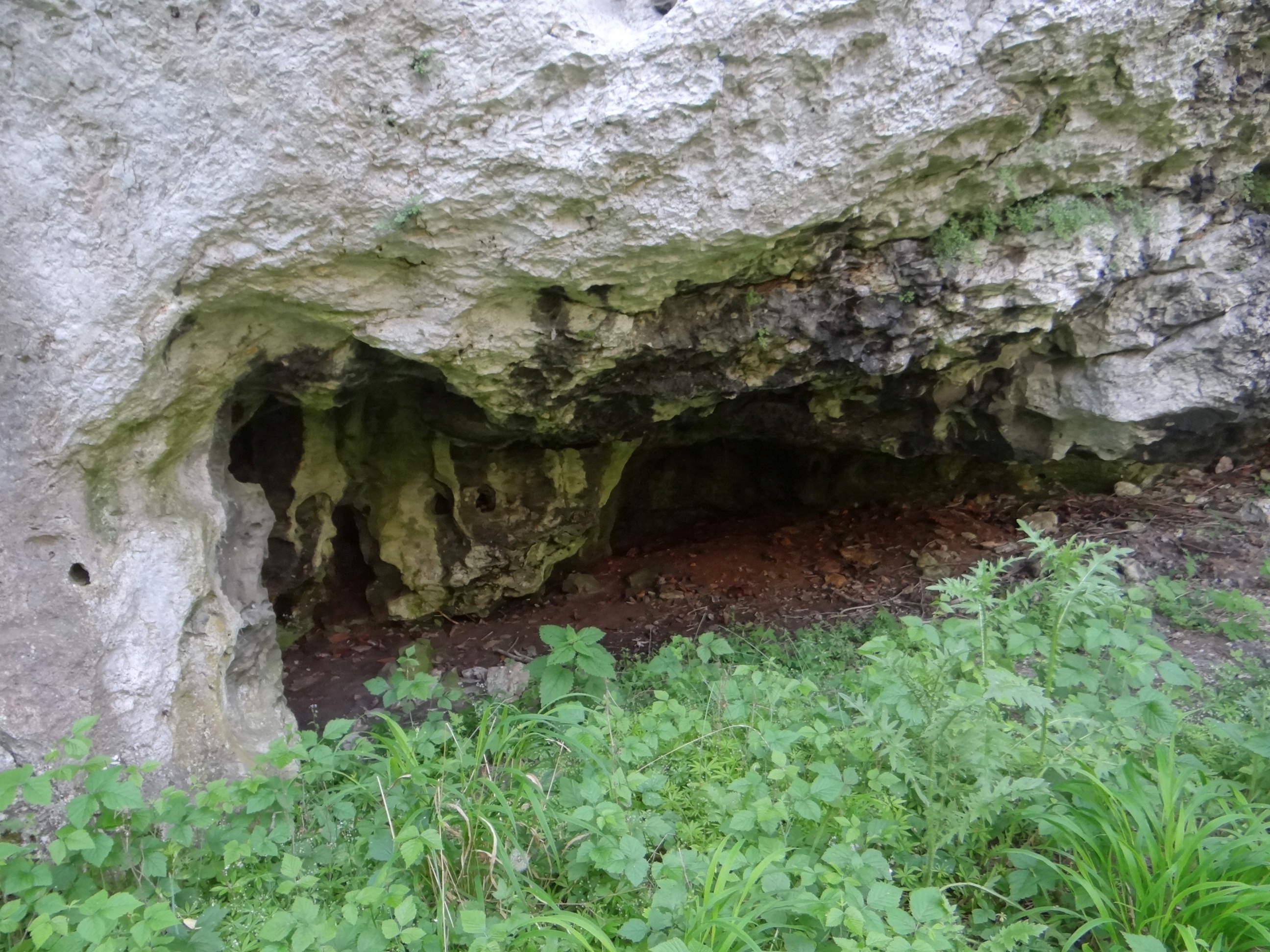
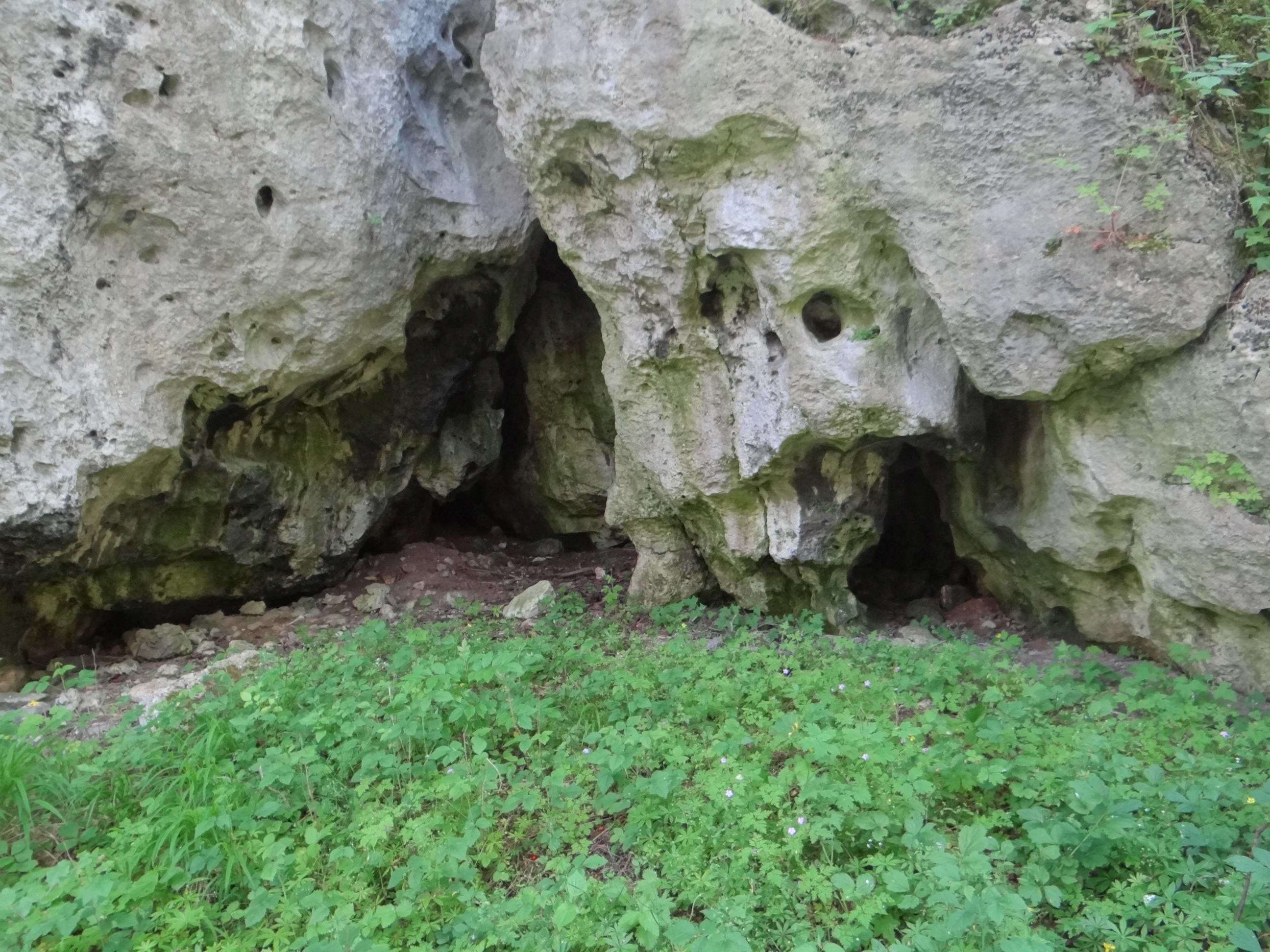
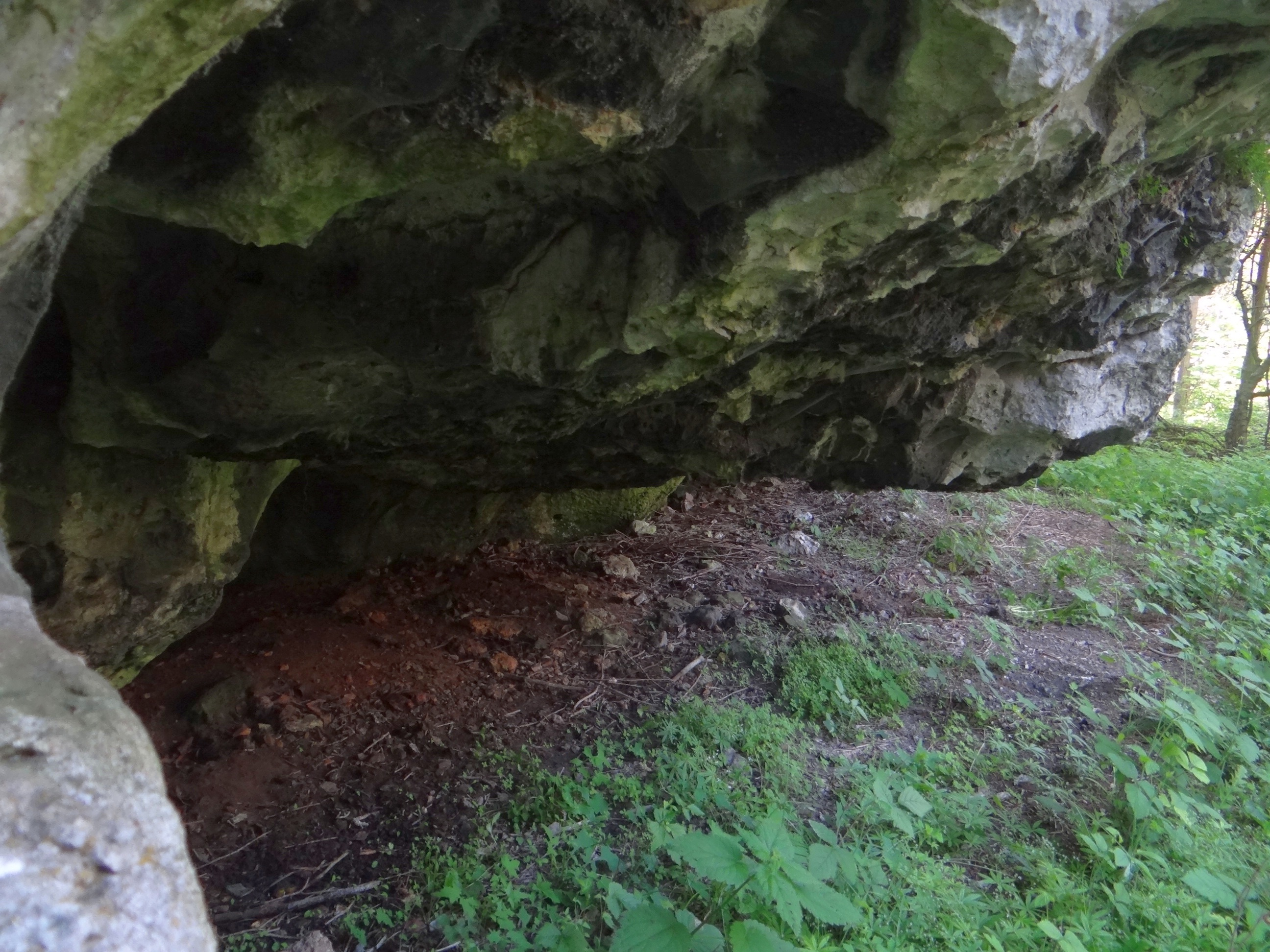

Po północnej stronie Kosiej Skały jest jeszcze drugie schronisko – Schronisko Górne w Kosiej Górze.